# Julija Schurawok
Julija Mykolajiwna Schurawok (ukrainisch Юлія Миколаївна Журавок; auch englisch Yuliia Zhuravok; * 10. November 1994 in Sumy, Ukraine) ist eine ukrainische Biathletin.

## Werdegang
Julija Schurawok ist seit 2009 aktive Biathletin, ihre ersten internationalen Rennen bestritt sie 2012 bei den Jugendweltmeisterschaften im finnischen Kontiolahti. In den Einzelrennen blieb ein elfter Platz im Verfolgungsrennen ihre beste Platzierung, mit der ukrainischen Staffel gewann sie gemeinsam mit Anastassija Merkuschyna und Yuliya Bryhynets die Goldmedaille. Ein Jahr später, bei den Jugendweltmeisterschaften in Obertilliach, gewann sie Silber im Einzelrennen und Silber mit der Staffel. Kurz darauf folgte ein Einsatz bei dem Biathlon-Europameisterschaften 2013 der Junioren in Bansko, wo sie in der Mixedstaffel Bronze gewinnen konnte.
In der Saison 2013/14 gab sie ihren Einstand im IBU-Cup in Ruhpolding. Bei den Europameisterschaften 2014 im tschechischen Nové Město na Moravě ging sie noch im Juniorenbereich an den Start und gewann mit der ukrainischen Mannschaft das Mixed-Staffelrennen. Im Sommer nahm sie an den Sommerbiathlon-Weltmeisterschaften 2014 im russischen Tjumen teil, wo sie erneut im Mixed-Staffelrennen der Junioren die Goldmedaille gewann.
Im Winter 2014/15 gab Schurawok ihren Einstand im Biathlon-Weltcup im schwedischen Östersund. Mit einem 59. Platz im Einzelrennen verfehlte sie die Punkteränge deutlich. In der Folge startete sie nur noch im IBU-Cup, bei der EM 2015 in Otepää gewann sie bei den Junioren Bronze im Einzelrennen und mit der Mixedstaffel. Bei den anschließenden Juniorenweltmeisterschaften in Minsk gewann Schurawok Gold im Einzelrennen und Bronze in der Verfolgung. Ebenfalls 2015 nahm sie an den Weltmeisterschaften in Kontiolahti gewann sie mit einem 28. Platz im Einzelrennen ihre ersten Weltcuppunkte.
Bei den Sommerbiathlon-Weltmeisterschaften 2015 im rumänischen Cheile Grădiştei – weiterhin im Juniorenbereich – gewann Shurawok Gold im Staffelrennen, Silber im Sprint und Bronze in der Verfolgung. Im Winter 2015/16 bestritt sie ausschließlich Rennen im zweitklassigen IBU-Cup, an den Europameisterschaften 2016 nahm sie nicht teil. In der folgenden Saison nahm sie etwa an der Hälfte der Rennen des Weltcups teil, erreichte aber – mit Ausnahme der Einzelwettkämpfe – nie die Punkteränge. In Östersund verfehlte sie als Elfte ihre erste Top-10-Platzierung im Weltcup knapp, mit der Damenstaffel in Antholz auf Rang vier ebenfalls knapp ihre erste Podiumsplatzierung im Weltcup.
Im Sommer 2017 gewann sie erneut eine Bronzemedaille mit der Mixedstaffel bei den Sommerbiathlon-Weltmeisterschaften. Bei den Biathlon-Europameisterschaften 2018 im italienischen Ridnaun verfehlte sie als Vierte im Einzelwettkampf eine Medaille nur knapp, gemeinsam mit der ukrainischen Mannschaft gewann sie jedoch das Mixed-Staffelrennen.

## Statistiken

### Weltcupplatzierungen
Die Tabelle zeigt alle Platzierungen (je nach Austragungsjahr einschließlich Olympische Spiele und Weltmeisterschaften).
- 1.–3. Platz: Anzahl der Podiumsplatzierungen
- Top 10: Anzahl der Platzierungen unter den ersten zehn (einschließlich Podium)
- Punkteränge: Anzahl der Platzierungen innerhalb der Punkteränge (einschließlich Podium und Top 10)
- Starts: Anzahl gelaufener Rennen in der jeweiligen Disziplin
- Staffel: inklusive Mixed- und Single-Mixed-Staffeln

| Platzierung              | Einzel | Sprint | Verfolgung | Massenstart | Staffel | Gesamt |
| ------------------------ | ------ | ------ | ---------- | ----------- | ------- | ------ |
| 1. Platz                 |        |        |            |             |         |        |
| 2. Platz                 |        |        |            |             |         |        |
| 3. Platz                 |        |        |            |             |         |        |
| Top 10                   |        |        |            |             | 2       | 2      |
| Punkteränge              | 5      |        |            |             | 4       | 9      |
| Starts                   | 9      | 7      | 3          |             | 4       | 23     |
| Stand: 31. Dezember 2021 |        |        |            |             |         |        |

### Weltcupwertungen
Ergebnisse bei Biathlon-Weltcups (Disziplinen- und Gesamtweltcup) gemäß Punktesystem
| Saison  | Einzel | Einzel | Sprint | Sprint | Verfolgung | Verfolgung | Massenstart | Massenstart | Gesamt | Gesamt |
| Saison  | Platz  | Punkte | Platz  | Punkte | Platz      | Punkte     | Platz       | Punkte      | Platz  | Punkte |
| ------- | ------ | ------ | ------ | ------ | ---------- | ---------- | ----------- | ----------- | ------ | ------ |
| 2014/15 | 51.    | 13     | -      | -      | -          | -          | -           | -           | 81.    | 13     |
| 2016/17 | 30.    | 37     | -      | -      | -          | -          | -           | -           | 75.    | 37     |